# Дрекавац
Дрекавац (сербохорв. дрекавац, drekavac — «ревун, крикун», сейчас этим словом также называют обезьян-ревунов) — мифическое существо из фольклора южных славян, по распространённому представлению — душа мёртвого некрещёного младенца.

## Описание
Обычно имеет очень тонкое веретенообразное тело с непропорционально большой головой, но может выглядеть как животное или ребёнок. Вид ребёнка предвещает смерть человека, а вид животного — смерть домашнего животного. Может издавать блеяние козлёнка, плача ребёнка, мяукать, кричать как птица.

## Сообщения об обнаружении
Обычно дрекавац — герой детских страшилок, однако в отдалённых районах (например, горный Златибор в Сербии) в это существо верят даже взрослые. В 2003 году жители деревни Тометино Полье время от времени сообщали о странных нападениях на свой скот — по характеру ранений: горло перегрызано, но тело полностью обескровлено, сложно установить, что это был за хищник. Селяне утверждают, что перед нападениями они слышали жуткие крики, поэтому здесь наверняка был замешан дрекавац. За пару лет здесь было перебито больше 200 овец. В Сербии в деревне Свойново под гором Юхор, город Парачин, существует дрекавац и крики иногда невыносимо слышат. 5 октября 2011 года странное существо, отдаленно напоминающее собаку и издающее ужасные крики, видели рядом с селом Дрвар в западной Боснии, после чего сюда хлынули потоки любопытных туристов и исследователей. Вполне возможно, что за крик дрекаваца принимали вой волков или диких собак, которые и нападали на животных.
9 декабря 1992 года в селе Крвавица общины Крушевац Расинского округа был найден скелет лисы, который местные жители приняли за останки мёртвого дрекаваца.